# Stone Ocean
Stone Ocean (яп. ストーンオーシャン, Сутоːн Оːсян, Кам'яний Океан) — шоста частина франшизи манґи JoJo's Bizarre Adventure авторства Хірохіко Аракі. Серії публікувалися в журналі Weekly Shonen Jump з 1 січня 2000 до 21 квітня 2003 року. Усього було випущено 158 розділів, зібраних потім у 17 томів манґи. Дія сюжету відбувається після Golden Wind. Це також остання частина старого всесвіту JoJo. За нею слідує перезапуск всесвіту з нуля — Steel Ball Run.
Спочатку манґа була відома під назвою JoJo's Bizarre Adventure Part 6 Jolyne Cujoh: Stone Ocean (яп. ジョジョの奇妙な冒険 第6部 空条徐倫—『石作りの海』(ストーンオーシャン), ДзьоДзьо но Кімуйо на Боːкен Даі Року Бу Кудзьо Дзьорін - «Сутон Оːсян», Химерні пригоди ДжоДжо Частина 6 Джолін Куджо: Кам'яний океан)
Аніме-адаптацію було анонсовано 4 квітня 2021 року. Прем'єра перших 12 епізодів відбулася 1 грудня 2021 року на стрімінговому сервісі Netflix. Прем'єра наступних 12 епізодів відбулася 1 вересня 2022 року. Прем'єра фінальних 14 епізодів відбулася 1 грудня 2022 року. В сумі вся аніме-адаптація цієї частини містить 38 епізодів.

## Сюжет
Дія відбувається у 2011 році, в порту Сент-Люсі, Флорида. Дочку Джотаро — Джолін Куджо — саджають у в'язницю через нещасний випадок і через те, що її підставляє хлопець, давши хабар у суді. З'ясовується, що один із учнів Діо — Енріко Пуччі — інсценував нещасний випадок, щоб згодом убити Джолін у в'язниці. Паралельно у в'язниці з'являється Вайт Снейк — стенд, що має самосвідомість і діє сам по собі. Він здатний відбирати у жертви «ДИСКи» стенда та пам'яті, без яких людина втрачає свою сутність і незабаром помирає. Його черговою жертвою стає Джотаро, який прибув до в'язниці, щоб визволити звідти Джолін. Але тепер Джолін повинна якнайшвидше знайти диски, щоб врятувати батька, і для цього об'єднується з іншими ув'язненими, які мають стенд. Потім Джолін має боротися проти Енріко Пуччі, який прагне зробити світ таким, яким його представляв Діо.

## Персонажі
Джолін Куджо (яп. 空条 徐倫, Кудзьо Дзьорін)
Дочка Джотаро Куджо, головна героїня 6 частини манґи та єдиний головний персонаж-жінка в циклі JoJo's Bizarre. Потрапляє до в'язниці після того, як її несправедливо звинуватили у вбивстві, щоб скинути звинувачення через хабарі з її багатого бойфренда. Так Джолін потрапила до в'язниці.
- сейю: Ай Файруз

Ермес Костелло (яп. エルメェス・コステロ, Ерумесу Косутеро)
Подруга Джолін, дочка мексиканського емігранта. Коли Ермес було 17 років, її старшу сестру вбив продавець автомобілів на ім'я Спортс Макс. З метою вбити його, Ермес сіла у в'язницю, інсценувавши озброєне пограбування. Вперше зустрічається з Джолін у в'язниці та вирішує стати її союзницею.
- сейю: Муцумі Тамуру

Foo Fighters (яп. フー・ファイターズ, Фу: Файтадзу)
Спочатку планктон, який отримав від Вайтснейка диски сутності та розум. Таким чином він став розумною істотою та водночас стендом. Спочатку був поплічником Вайтснейка, але після бою з Джолін, вирішує стати її союзником і допомогти їй знайти диск із пам'яттю батька, взявши тіло нещодавно померлої ув'язненої на ім'я Етро і за допомогою планктону підтримуючи життєдіяльність організму.
Емпоріо Алніньо (яп. エンポリオ・アルニーニョ, Енпоріо Аруні:ньо)
Хлопчик, народжений від невідомої жінки, ув'язненої в Green Dolphin Street. Його стенд, Burning Down the House, проявляється у вигляді кімнати з привидами, де також заселяються Везер Репорт і Нарцисо Анасу
- сейю: Ацумі Танедзакі

Енріко Пучі (яп. エンリコ・プッチ, Енріко Пу:ті)
Головний лиходій 6 частини та священик. Був вихований як католик і вирішив обрати шлях священика вже в 15 років. Є братом-близнюком Везера Репорта. Одного разу, був зцілений Діо Брандо. Пізніше Діо розповів йому про світ, який він прагне створити, і які «інгредієнти» для цього необхідні. Зрештою, Діо став довіряти Пуччі і дав йому фалангу свого пальця, один із «інгредієнтів». Так Пуччі стає головним лиходієм.
- сейю: Томокадзу Секі

## Манґа
Хірохіко Аракі, автор манґи, пояснив своє рішення зробити головного героя жінкою тим, що нині і жінка, і чоловік можуть бути героями. Це, на думку манґаки, сильно відрізняється від ситуації в 80-х роках, коли усталені норми вимагали, щоб у ролі активних героїв виступали тільки чоловіки, а жінки повинні були залишатися пасивними та ніжними, інакше існував високий ризик, що глядач не зможе прийняти персонажа. Ситуація почала змінюватися лише в 90-х роках, після виходу фільму Термінатор 2: Судний день, де, як висловився Аракі, вперше була показана «жінка-мачо», тільки тоді аудиторія вперше почала приймати жінок-персонажів, які виявляли незалежність та ініціативу. Це надихнуло манґаку створити нового персонажа на ім'я Джолін Куджо, сильної та незалежної духом, здатної приймати удари і нарівні боротися з противниками, у тому числі й чоловіками, начебто це був чоловічий герой.
Тим не менш, манґака пішов на деякі поступки і, наприклад, намагався уникати сцен, де жіночі персонажі можуть бути надмірно жорстоко побиті чоловіками. Аракі, загалом, зізнався, що зміна громадської думки про персонажів-жінок дала йому велику свободу у творчості, оскільки манґака, створюючи персонажа, насамперед цікавиться його зовнішнім виглядом та характером, стать же відходить на другий план. Манґака також розробляє концепцію всесильного стенда антагоніста Енріко Пуччі, чиї безмежні повноваження дозволяють йому наблизитись до божественної сутності.
Ця частина манґи вийшла вперше під заголовком Part 6 Kujo Jolyne: Stone Ocean (яп. 6部 空条徐倫 ―『石作りの海』), після чого почалися розбіжності щодо того, чи є манґа основним продовженням «JoJo's Bizarre Adventure», або спін-офом. Після того, як стало зрозуміло, що манґа є шостою частиною основної франшизи, було прийнято скоротити заголовки попередніх частин манґи, в яких прибрали назву JoJo's Bizarre Adventure, вважаючи його занадто довгим і залишаючи лише підзаголовок манґи. Всі наступні копії манґи друкувалися з новими та скороченими форматами назв. Перед тим, як почати працювати над манґою, Аракі їздив до США та спілкувався з директором в'язниці у Флориді, щоб краще дізнатися про влаштування американської в'язниці, зокрема жіночої. Навколишній простір за межами в'язниці створювався за образом міста Орландо, яке Аракі назвав унікальним у своєму роді: містом і водночас тематичним парком, створеним, щоб розважати мешканців на кожному кроці.
Манґа почала публікуватися в журналі Weekly Shonen Jump з 1 січня 1999 року по 21 квітня 2003 року. Всього було випущено 158 розділів, зібраних потім у 17 томів манґи, які виходили з 2000 по 2003 рік.

## Поява в інших медіа
Головні герої зі Stone Ocean з'являлися у двох відео-грах, таких, як All Star Battle 2012 року випуску та Eyes of Heaven 2014 року випуску. В обох випадках Джолін Куджо та її найближчі союзники з'являються як ігрові персонажі, з якими можна вступати в бій або самим за них боротися.

### Аніме-серіал
У квітні 2021 року відбулася онлайн-трансляція заходу «JOESTAR Inherited Soul», під час якої Хірохіко Аракі, автор манґи оголосив про майбутній вихід аніме-екранізації. Тоді ж стало відомо, що головну героїню Джолін Куджо озвучуватиме японо-єгипетська сейю Ай Файруз.

## Сприйняття

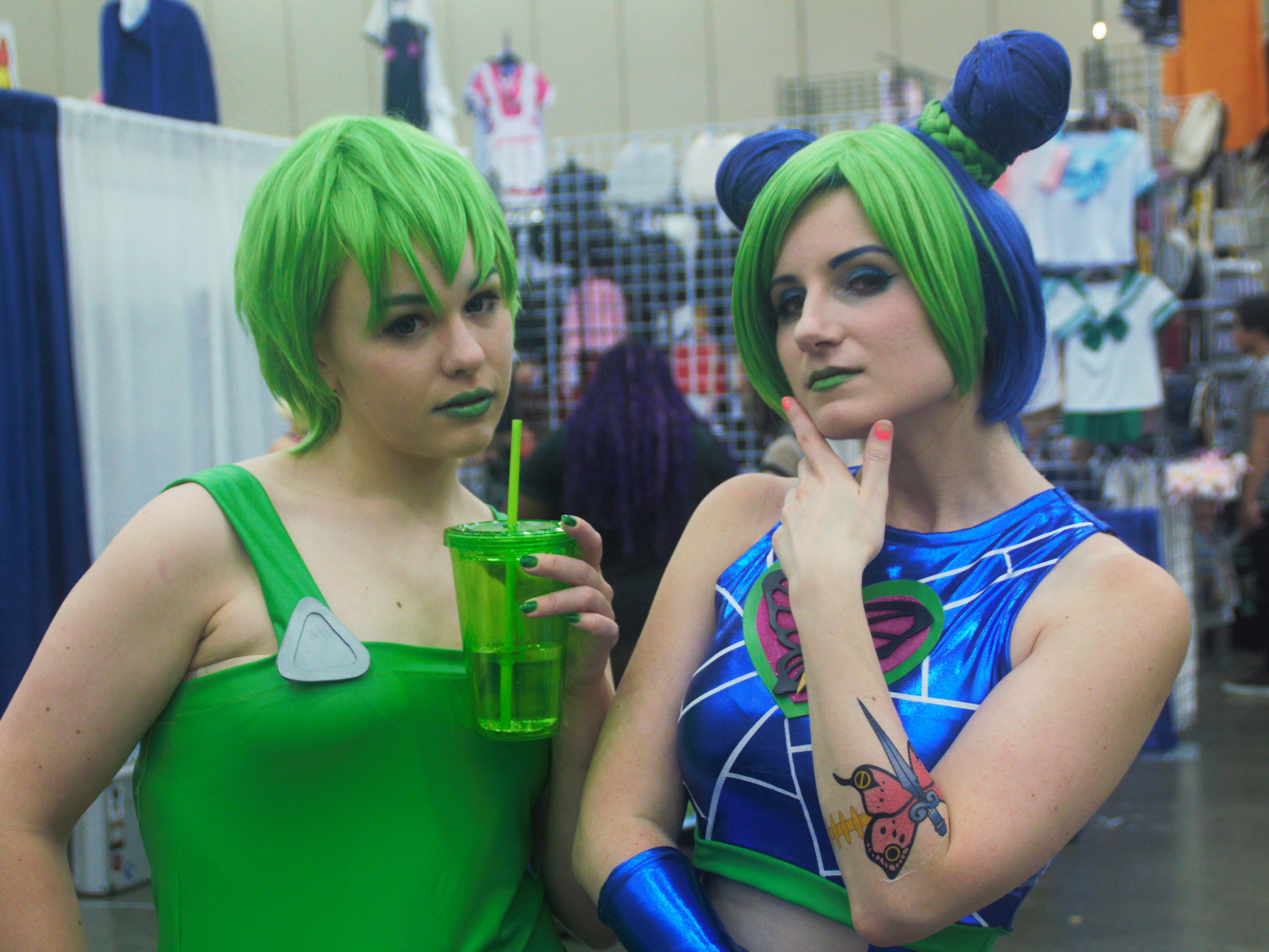
Косплей на головних героїнь

Редакція Kono Manga ga Sugoi! рекомендувала читати манґу і назвала головну героїню характерним головним персонажем у франшизі JoJo. У 2015 році, за результатами опитування Charapedia, Stone Ocean посіла 17 місце в списку манґи з шокуючою кінцівкою.
Марія Антуанетта із сайту Mangaforever відзначила блискучу роботу автора манґи – Хірохіко Аракі. Сцени динамічні, а читаючи манґу, глядач немовби дивиться на зірки, які може втратити, якщо відвести погляд. Джолін Куджо, перша героїня жіночої статі у франшизі JoJo, виглядає наймужнішою в порівнянні з попередніми героями манґи, але й одночасно не позбавленою своїх слабкостей та сентиментальності. Критик Isolailyon відзначив ностальгічний дух у манґі, схожій більше на першу трилогію, ніж попередні роботи Аракі та одночасно гідним завершенням оригінальної франшизи. Зміна статі основного складу героїв дозволила Аракі реалізувати свої дизайнерські ідеї для жінок. Проте критик і визнав, що Stone Ocean вийшла однією з найслабших частин. Зокрема, сюжет практично знищив весь потенціал головного лиходія, а також, у спробі розтягнути випуск манґи, Аракі впровадив у фінальну битву безліч незначних подій, що не впливають на результат історії.